# Коханий за наймом
«Коханий за наймом» — фільм 2007 року.

## Зміст
Курортний роман часто буває схожим на чарівну казку. Прогулянки уздовж набережної, свіжий морський бриз, поцілунки на заході. Та якщо сприймати це все занадто серйозно, то можна потрапити в халепу. Саме це і сталося з героїнею фільму. Щоб вирішити складну ситуацію, їй доведеться вдатися до допомоги ззовні. Хоча помічник може дуже здивувати.